# Stazione di San Donato Milanese
La stazione di San Donato Milanese è una fermata ferroviaria sulla linea Milano-Bologna; serve San Donato Milanese e in particolare la sua zona limitrofa a Milano, ricca di uffici commerciali.
Ultimata nel 1991, fu attivata solo 12 anni più tardi, nel 2003.

## Storia
Fu costruita a inizio anni novanta nel quadro della realizzazione della variante di tracciato fra le stazioni di Milano Rogoredo e San Giuliano Milanese, completata nel 1991.
Tuttavia non fu attivata, in attesa dell'istituzione del servizio ferroviario suburbano di Milano, per il quale si attendeva il completamento del passante ferroviario.
In seguito ai ritardi nella costruzione dell'opera, la fermata fu attivata il 13 dicembre 2003 e fu inizialmente servita solo da pochi treni regionali in servizio sulla tratta Milano-Piacenza.
Dal 13 dicembre 2009 è servita dai treni suburbani della linea S1 a seguito del prolungamento della linea fino a Lodi; da settembre 2016 è stata servita anche dai treni suburbani della linea S12, sulla relazione Milano Bovisa Politecnico - Melegnano, che nel mese di marzo 2020 sono stati sospesi per la pandemia di COVID-19, venendo riattivati nel marzo 2023 e prolungati da Milano Bovisa Politecnico a Cormano-Cusano nel giugno 2024 ma subito riaccorciati a dicembre.

## Strutture e impianti

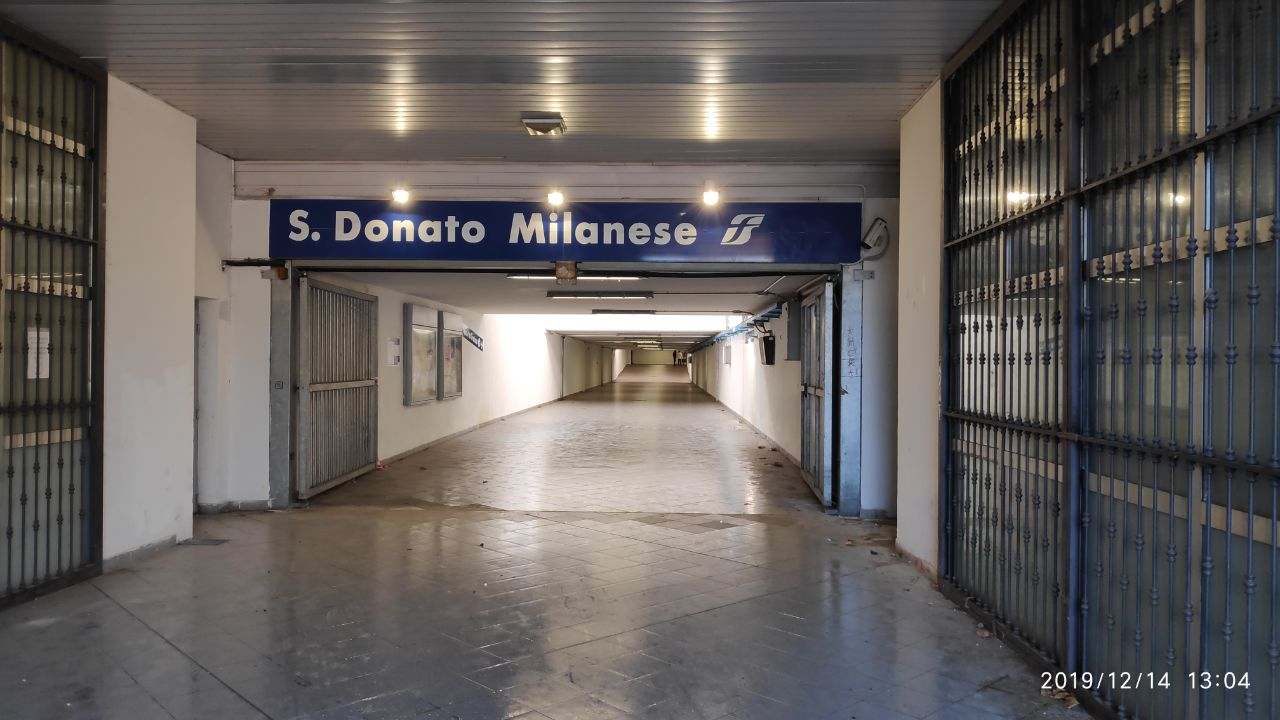
Sottopassaggio ferroviario

La fermata conta due binari, uno per ogni senso di marcia, serviti da altrettanti marciapiedi laterali collegati da un sottopassaggio.
Sono inoltre presenti altri due binari, senza banchina, utilizzati dai treni ad alta velocità.
Gli impianti sono gestiti da Rete Ferroviaria Italiana, società del gruppo Ferrovie dello Stato, che classifica la stazione nella categoria "Bronze".

## Movimento
La fermata è servita dai treni delle linee S1 (Saronno-Milano-Lodi) ed S12 (Cormano/Cusano-Melegnano) del servizio ferroviario suburbano di Milano.

## Servizi
La stazione dispone di:
- Sottopassaggio
- Annuncio sonoro arrivo e partenza treni